# ATS GT

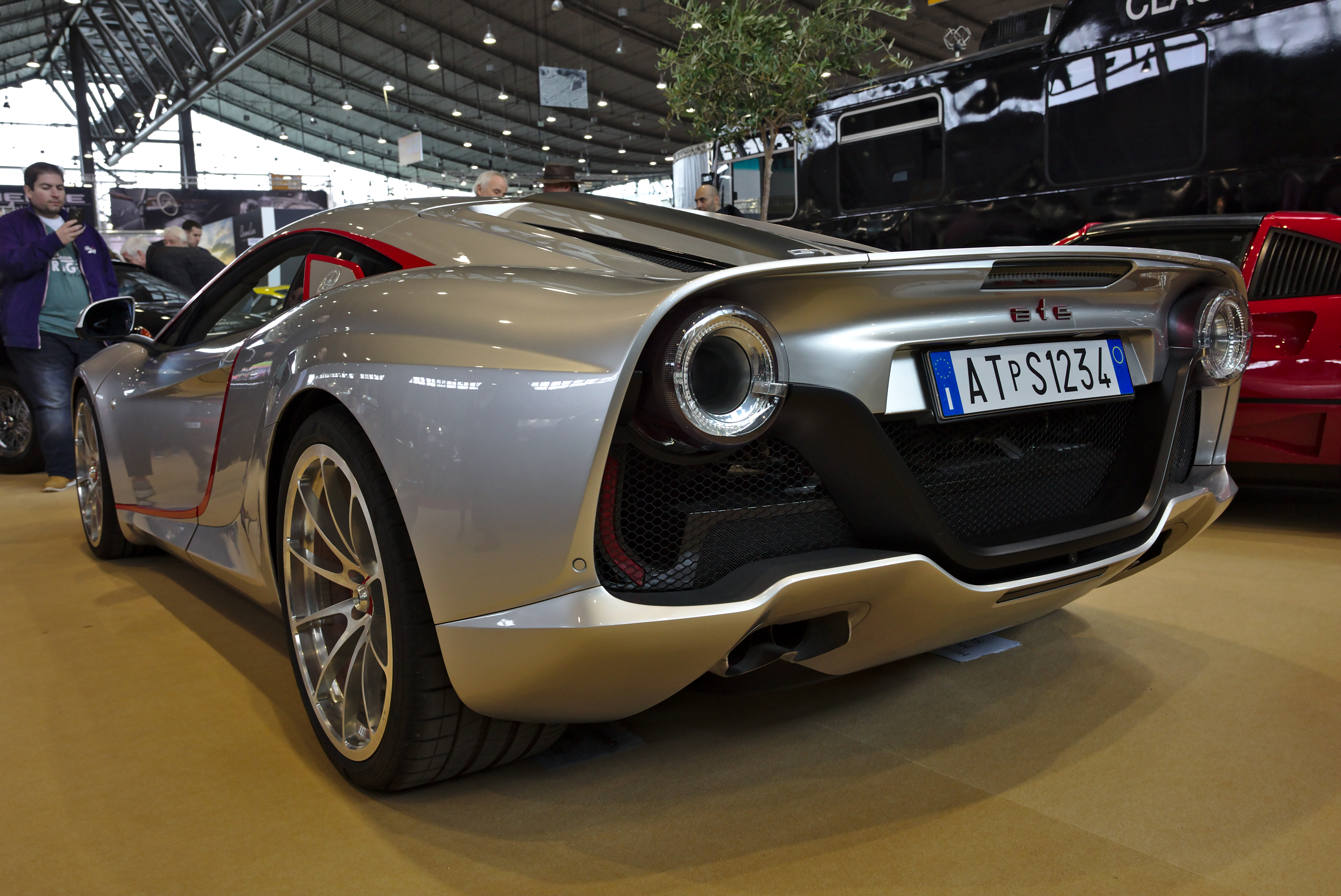
Vue arrière

L' ATS GT est la seconde voiture du constructeur ATS. Disparue en 1965, la marque est relancée en 2017.

## Historique

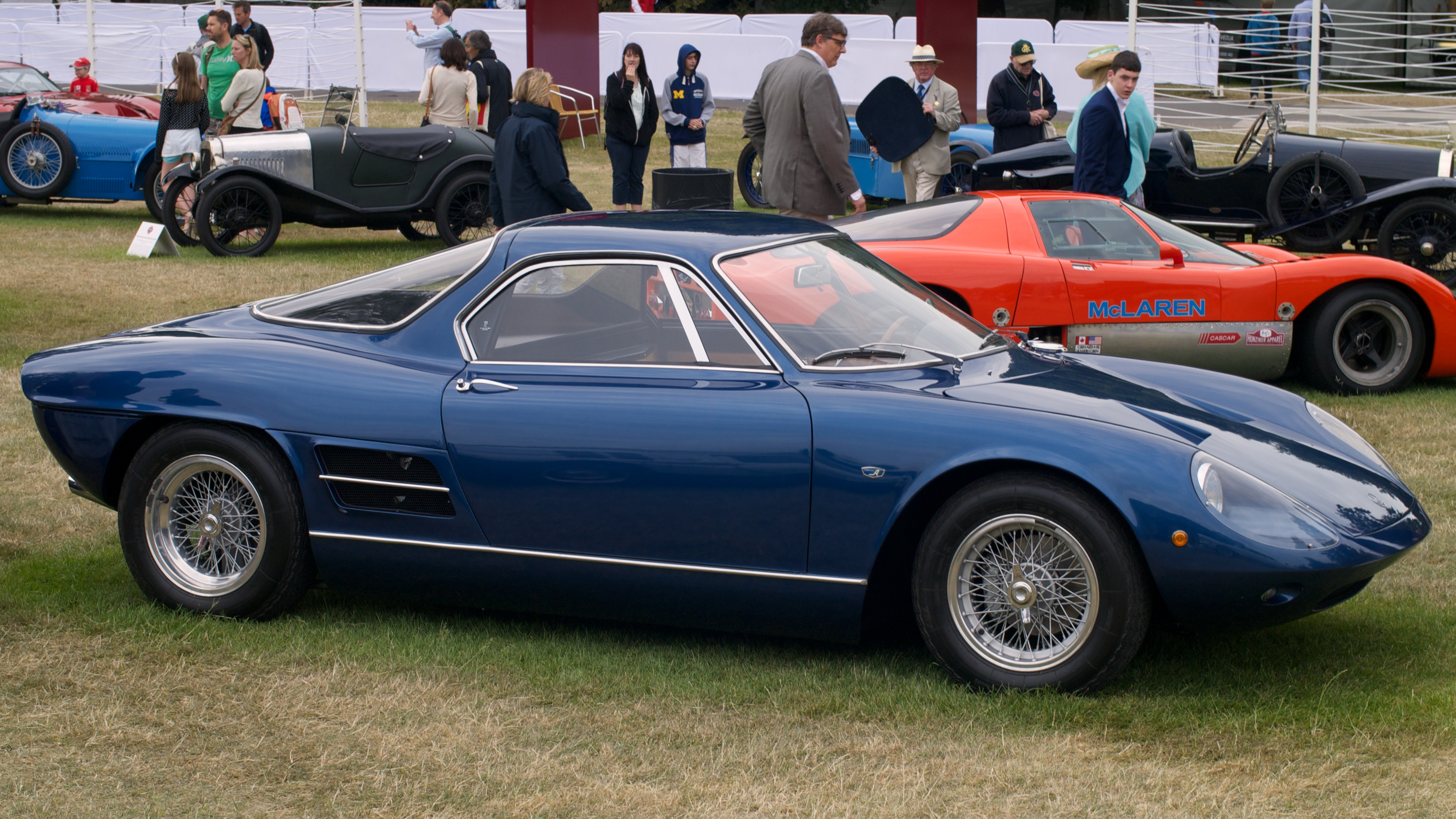
ATS 2500 GT

ATS (Automobili Turismo & Sport) a été fondée en 1962 par deux anciens ingénieurs Giotto Bizzarrini et Carlo Chiti, licenciés en 1961 de Ferrari par Enzo Ferrari. La marque n'a produit que 12 exemplaires d'un unique modèle, présenté au salon de Genève de mars 1963, nommé 2500 GT de 1963 à 1965, motorisé par un V8 2,5 litres de 215 ch placé en position centrale sur un châssis tubulaire. La marque a ensuite disparu.
En 2017, deux italiens, Daniele Maritan (entrepreneur dans la négoce de voitures de sport) et Emanuele Bomboi (ancien designer du Centre Stile Fiat et ancien directeur du Centro Stile Bertone), décident de relancer la marque en présentant un nouveau modèle : l'ATS GT, qui sera elle aussi produite à 12 exemplaires seulement, comme sa prédécesseure.

## Présentation
Présentée le 1er septembre 2017, l'ATS GT est une supercar basée sur la McLaren 650 S dont elle reprend la base technique et le moteur. Elle est commercialisée au tarif de 740 000 Euros à partir d'octobre 2018.

## Caractéristiques
L'ATS GT repose sur une structure en fibre de carbone et aluminium. Elle reçoit une boîte automatique à double embrayage à 7 rapports avec commandes au volant, et des portes en élytre.

### Motorisation
La GT est motorisée par le V8 3,8 L de la McLaren 650 S proposé en deux versions, une version de base de 730 ch pour 780 N m de couple, et une seconde poussée à 827 ch et 949 N m de couple. Comme la première ATS, le moteur est placé en position centrale arrière.

### Finition

#### Série limitée
Au lancement du modèle, ATS propose une version limitée à 12 exemplaires nommée GT Launch Edition.